# Соколов, Дмитрий Павлович (исповедник)
Дми́трий Па́влович Соколо́в (1872 либо 5 октября 1873, Веретея, Мологский уезд, Ярославская губерния, Российская империя — 17 августа 1943, Углич, Ярославская область, СССР) — протоиерей Русской православной церкви, исповедник.
Память в Соборе новомучеников и исповедников Церкви Русской.

## Биография
Родился в 1872 году (или 5 октября 1873 года) в семье псаломщика (по другим данным, диакона) церкви села Веретея Павла Андреевича Соколова (род. 1834) и его жены Анны Егоровой (род. 1842).
Окончил приходское мужское училище в городе Мологе и в 1895 году — Ярославскую духовную семинарию, после чего был учителем градской церковно-приходской школы и воскресной школы в Мологе.
30 августа 1899 года венчался с учительницей Романихской школы Аполлинарией Добронравиной, после чего был хиротонисан во пресвитера и 1 августа[уточнить] назначен вторым священником в Угличский Спасо-Преображенский собор.
С 1928 года стал настоятелем Угличского собора.
С 1910 года работал законоучителем Угличской ремесленной школы, а с 1913 года — законоучителем приютов.
В 1922 году в течение пяти недель был под арестом в отделе ОГПУ по подозрению в противодействии изъятию церковных ценностей. Освобождён, когда ценности храма уже изъяла власть.
Был членом пресвитерского совета при викарном архиепископе Угличском Серафиме (Самойловиче) и одним из ближайших его помощников.
В 1929 году был арестован. Следствие интересовал вопрос о материальной помощи репрессированному архиепископу Угличскому Серафиму (Самойловичу).
Выяснилось, что многие посылали владыке деньги и продукты. Факт переписки протоиерей Димитрий отрицал, хотя некая свидетельница утверждала, что письма от архиепископа из Соловецкого лагеря он получал. Через месяц Соколов был освобождён.
Вновь был арестован 25 февраля 1930 года по обвинению в принадлежности к «антисоветской церковной группе приверженцев архиепископа Серафима» и антисоветской деятельности.
В обвинении отмечена твёрдость его позиции.
25 апреля 1930 года по обвинению по статье 58-10 был приговорён к ссылке на три года в Северный край, где пробыл до 1934 года. В ссылке ослеп.
Последние годы жизни провёл в затворе. Был особо почитаем прихожанами за свою подвижническую жизнь.
Скончался 17 августа 1943 года.
Погребен в Угличе за алтарём (в ограде) храма Димитрия царевича, что «на поле».
Реабилитирован 12 сентября 1989 года.
Занесён в список новомучеников и исповедников Церкви Русской

## Служение
Иерей, протоиерей.
Служил в должности 2-го священника и законоучителя церковно-приходской школы в 1899—1930 годах.
С 1 ноября 1900 до 1906 года — законоучитель церковно-приходской школы в Сергиевском мужском и Александровском женском приютах при Угличских богадельнях. С 1 июня 1902 года состоял смотрителем Угличского епархиального свечного склада. С 1900 по 1902 год состоял членом ревизионного комитета Угличского духовного училища. С 13 октября 1903 года состоял законоучителем в Сергиевском и Александровском приютах.
Был возведён в сан протоиерея, награждён церковными наградами.
В 1916 году вошёл в состав особой комиссии из четырёх человек для проверки экономического отчёта денежных сумм (избран 47-м съездом духовенства Угличского училищного округа от 7 июня 1916 года.
В 1928—1930 годах — настоятель Угличского собора.

## Награды
- наперстный крест
- 25 ноября 1903 — набедренник
- 3 апреля 1908 — фиолетовая скуфья
- Медаль «В память 300-летия царствования дома Романовых»
- крест с лентой

## Семья
- Жена — Аполлинария Соколова (в девичестве Добронравина), 1874 или 1875 года рождения. Скончалась в 1945-м году.
- Дети: Павел (1900-1983) советский военный деятель, лётчик. Надежда (1902), Нина (1903).